# Hecabalodes tadzhicus
Hecabalodes tadzhicus är en stekelart som beskrevs av Vladimir Ivanovich Tobias 1964. Hecabalodes tadzhicus ingår i släktet Hecabalodes och familjen bracksteklar. Inga underarter finns listade i Catalogue of Life.